# Ура (буква)

У́ра (в.-пандж. ਊੜਾ) — первая буква алфавита гурмукхи и одна из трёх букв, применяемых для обозначение гласных звуков.
С диакритическим знаком аонкар обозначает гласный звук У — , с диакритическим знаком дулэинкар обозначает долгий звук У — , с диакритическим знаком хора обозначает гласный звук О и имеет изменённое написание . Без огласовок ура не встречается.

## Иконкар
Ура входит в сикхский символ иконкар — ; с этого символа начинается священное писание сикхов Гуру Грантх Сахиб.